# José Carrazeda de Sousa Caldas Vianna e Andrade
José Carrazeda de Sousa Caldas Vianna e Andrade war ein portugiesischer Offizier und Kolonialverwalter.
Nach dem Sturz der portugiesischen Monarchie trat Alfredo Cardoso de Soveral Martins, der bisherige Gouverneur der Kolonie Portugiesisch-Timor, ab und verließ die Kolonie. Die Amtsgeschäfte führte ab dem 30. Oktober 1910 zunächst sein Sekretär Anselmo Augusto Coelho de Carvalho, dann ersetzte Hauptmann Carrazeda de Sousa ihn am 22. Dezember als amtsführender Gouverneur.
Carrazeda de Sousa begann Änderungen im Geiste radikaler Reformen einzuführen, die von den Freimaurern und anderen liberalen Ideologen gepredigt wurden. Gleich am Tag darauf folgte er dem Streben der Republikaner zur Säkularisation Portugals und verbannte nach Anweisung aus Lissabon die Jesuiten und Canossianerinnen aus der Kolonie. Am 31. Dezember wurden alle Grundstücke und Gebäude der christlichen Orden beschlagnahmt. Ungewollt sorgte er so für eine Schwächung der kolonialen Macht Portugals in der Kolonie, was zur Rebellion von Manufahi führen sollte, dem größten Aufstand gegen die Portugiesen auf Timor aller Zeiten.